# Edmonde Dever
Pour les articles homonymes, voir Dever.
Edmonde Dever, née en 1921 et morte en 2004,, est la première femme ambassadeur de Belgiqueet une diplomate belge devenue représentante permanente de la Belgique auprès de l'Organisation des Nations unies en 1981, après avoir été représentante suppléante.
Dever est née à Bruxelles et a étudié à l'université de Liège ainsi qu'à l'université libre de Bruxelles. Après avoir obtenu un Baccalauréat en histoire, elle a obtenu un doctorat en droit et est entrée dans le service diplomatique belge en 1946, servant d'abord dans l'administration coloniale. Elle a servi à l'ambassade de Belgique au Royaume-Uni à partir de 1949, puis à Johannesburg, en Afrique du Sud, à partir de 1959 et, peu après, à Luanda, en Angola.
Dever a été Ambassadrice de la Belgique en Suède de 1973 à 1978, puis en Autriche, de 1978 à 1981. Sa nomination en tant que représentante de l'ONU a duré de 1981 à 1988.[réf. nécessaire]
Dever reçu les honneurs de l'ordre de Léopold et de l'ordre de la Couronne belges, de l'ordre de la Couronne de chêne luxembourgeois, de l'ordre royal de l'Étoile polaire suédois et de l'ordre du Mérite autrichien.[réf. nécessaire]

## Vie personnelle
Dever ne s'est jamais mariée. Passionnée d'opéra et amatrice de sport, elle s'est mise au ski au cours de son séjour aux États-Unis. Plus tard, elle a commencé à souffrir d'une maladie musculaire dégénérative. Elle meurt de cette maladie et est enterré au cimetière d'Ixelles situé dans les quartiers du sud de Bruxelles.